# 贞祐南迁
贞祐南迁又稱贞祐南渡、宣宗南遷、是指金宣宗贞祐二年（1214年），金朝將首都由金中都迁往开封的事件。由於大蒙古國崛起以及佔領金朝大片領土，金朝出於形勢考慮与蒙古议和后，朝廷内部又開始討論是否迁都和迁都地點。最终，金宣宗以國家實力不如大蒙古國，但仍然比南宋強大为由，于1214年5月迁都开封。

## 背景
太和八年（1208年）金章宗去世，卫绍王完颜永济即位後金朝灾害频发。1209年，原本臣服于西辽的畏兀儿王国和位于巴尔喀什湖以南的哈剌鲁、天山北麓伊犁河谷一带的阿力麻里王国開始投靠蒙古。蒙古在削弱西遼後又將目標對準金朝。1211年春，成吉思汗集结军队南下進攻金朝，佔領位于锡林郭勒大草原的金国官牧场乌月营以及乌沙堡。金朝派出胡沙虎、术虎高琪、奥屯襄、完颜纲等人出战，均被蒙古擊敗。1212年，蒙古军攻至居庸关南口，準備進攻金中都，但金军嚴密防守金中都，成吉思汗於是放棄进攻，退兵至内蒙古草原。後來胡沙虎發動政變，殺死完颜永济，迎接金宣宗擔任皇帝。
1213年秋，成吉思汗再度南下，兵分三路，其中术赤、察合台、窝阔台的右軍攻佔金朝的保、遂、安肃、安、定、邢、洺、磁、相、卫、辉、怀、孟，掠泽、潞、辽、沁、平阳、太原、吉、隰，拔汾、石、岚、忻、代、武等州；哈撒儿及斡陈那颜、拙赤、薄刹的左军攻佔蓟州、平、滦、辽西，成吉思汗与拖雷的中军攻佔雄、霸、莫、安、河间、沧、景、献、深、祁、蠡、冀、恩、濮、开、滑、博、济、泰安、济南、滨、棣、益都、淄、潍、登、莱、沂等州，木华黎另外又攻佔密州。史天倪、萧勃迭向蒙古投降。此時金國位於黃河以北的領土僅剩下金中都、通、顺、真定、清、沃、大名、东平、德、邳、海州十一城。1214年春，蒙古部队在金中都外會師，金中都幾乎被蒙古包圍。与此同时，西夏趁機進攻金朝，佔領巩州。此時金朝又出現粮草短缺和物资危机。完颜承晖於是藉著這個機會上奏朝廷請求與蒙古和談。金宣宗同意和談。成吉思汗則要求金朝將大量的金银珍宝送給蒙古，並且以完颜承晖为人质，与卫绍王之女和亲，並要求金宣宗向蒙古行遥拜之礼。金朝同意。蒙古军於是从金朝境内撤出。

## 遷都
蒙古撤军后，金朝內部由於边疆危机和憂慮蒙古再度發兵，出現了迁都的聲音，仆散端、王质、耿端义、完颜承晖、术虎高琪等人主张迁都。嗣庆王琮、嗣安王伸、霍王从彝等宗室诸王和徒单镒、纳坦谋嘉、徒单公弼等朝臣及以赵昉为首的四百名太学生反对迁都。最終金宣宗下令遷都。徒单公弼因為反對遷都，一度被降職處理。
朝臣提出的遷都地點有辽东、关中、山东和中原等地。最後金宣宗、完颜承晖、术虎高琪等人決定迁都开封。金朝迁都開封后不久，防衛金中都的乣军就发生叛乱，在乣军和反對金朝的契丹人的配合之下，1215年，成吉思汗再度進攻金朝，並攻陷金中都，此後金朝黄河以北領土喪失殆盡。此外由於開封曾經是北宋首都，金朝迁都开封引發南宋方面不滿，南宋於是停止向金朝缴纳岁币。此時由于山东、陕西發生戰亂，金朝经济来源几乎全部依靠河南。